# Institución para la Enseñanza de la Mujer de Valencia
La Institució per a l'Ensenyament de la Dona de València era un centre privat laic dedicat a l'educació de les dones i a la defensa dels seus drets. Una institució que va nàixer en 1883 com una Escola de Comerç per a Senyores, de la mà de la Reial Societat Econòmica d'Amics del País de València, i després es va transformar en una institució d'ensenyament femení, la qual va desaparèixer després de la Guerra Civil.
Es tractava d'una institució femenina que pretenia fomentar i difondre l'educació i instrucció de les dones en totes les esferes i condicions de la vida social, i que no es limitava a ensenyar sinó a educar, arrancant a la dona de les tenebres de la ignorància i ensenyant a l'home a respectar-la. Un sistema pedagògic, d'acord amb la Institució Lliure d'Ensenyament, que va desenvolupar un ensenyament experimental basat en l'observació, en l'experimentació, en el treball personal de l'alumna i en el seu esforç personal, amb la finalitat d'estimular a les alumnes que foren conscients de les seues pròpies forces, animant-les que pensaren, que reflexionaren i que gaudiren amb el seu treball; intentant crear esperits lliures i crítics.
Les alumnes pertanyien, en un primer moment, a la classe mitjana burgesa però prompte es va ampliar a capes socials més baixes a causa del nombre, cada vegada més alt, de matrícules gratuïtes subvencionades per l'Ajuntament de València i la Diputació Provincial de València, a més d'aquelles que obtenien premis o eren filles de militars morts en campanya.
Les excursions escolars eren considerades com el millor mètode d'aprenentatge pràctic, obrint davant les alumnes el món viu de la naturalesa, l'estudi de les plantes i els animals, els aspectes geològics i geogràfics, i els centres industrials. També es donava importància a l'educació estètica amb la finalitat d'educar l'oïda, el sentiment i la bellesa estètica, per a això s'ensenyava música, es realitzaven audicions musicals i es visitaven museus i monuments.
L'educació moral que rebien en l'escola estava basada en la moral natural, la idea del bé i del mal, l'honradesa, la integritat personal en el dia a dia, en la família, en l'escola, en el treball. També se'ls inculcaven hàbits de neteja, a lluitar contra la mandra i a aconseguir el respecte amb si mateix i envers els altres. Quant a l'educació religiosa s'ensenyava la catòlica, però aquesta no era obligatòria perquè la Institució era una escola laica. Per això se'ls inculcava el respecte i tolerància cap a altres confessions religioses.
Pel que fa a l'educació social, i seguint l'ideal krausista, consideraven que la mare era la peça fonamental de la primera cèl·lula social, la família; la mare era capaç d'aconseguir formar en els fills una personalitat equilibrada i feliç. Per tant, la relació entre la mare i el mestre era imprescindible per a formar a l'home i a la dona del futur, aquells éssers que anaven a transformar la societat, per això reclamaven per a les dones les mateixes oportunitats que tenien els homes per a formar-se i participar en la societat.
La institució comptava amb subvencions de l'Ajuntament i de la Diputació, a més d'altres institucions i particulars; subvencions que eren imprescindibles per al seu sosteniment. Al capdavant d'aquesta institució sempre van existir persones amb esperit solidari, capaços de donar el seu temps i el seu treball en canvi de no-res. Un d'aquests professors va ser Rafael Albiñana, qui en 1913 era a més el seu rector-president. L'Ajuntament de València estava molt endeutat eixe any i els va retirar la subvenció. Davant tal injustícia Rafael Albiñana, com a president-rector de la Institució, va interposar un recurs de súplica davant l'Ajuntament i altre d'apel·lació dirigit al governador civil de la província. A aquest últim escrit es van adherir un gran nombre de persones de totes les classes socials. La situació era tan injusta que l'opinió pública valenciana, sense distinció de matisos polítics ni classes socials, es va unir en una mateixa veu per a exigir a l'Ajuntament la subvenció retirada. En aquesta frase resumia el seu sentir: “¡Desgraciado país que apela a la Instrucción para hacer economías!”.
La subvenció va ser restituïda gràcies a la capacitat reivindicativa de Rafael Albiñana i de Juan Antonio Oliver, president i secretari, que van ser capaços d'unir a tota la societat valenciana en una causa comuna. Juan Antonio Oliver Andrés va ser l'alma mater de la Institució, ell va ser qui la va fundar (sent membre de l'econòmica) i va treballar per a ella tota la seua vida.
En 1915 es va crear l'Associació de professores i alumnes de la Institució, gràcies a la iniciativa d'Albiñana i d'Oliver. Una Associació que es constituïa per a afavorir l'estalvi i la solidaritat entre professores i alumnes, però sobretot per a millorar la situació social, intel·lectual, moral, jurídica i econòmica de les dones valencianes, a través de l'organització de diverses seccions: Beneficència, Ensenyament, Biblioteca, Higiene, Art i Reforma Social. Aquesta última secció, la de Reforma Social, havia d'ocupar-se de l'accés de la dona a totes les ocupacions, carreres i professions per a les quals es considerara apta i que la remuneració pels seus treballs s'obtinguera sense diferència de sexes. A més d'encoratjar la reforma del Codi Civil per a aconseguir la igualtat de sexes davant la llei, havia de preparar a la dona perquè poguera gaudir del dret a triar i ser triada.

En 1923, conscients de la importància que suposava per a les dones l'accés a la cultura i la necessitat d'una biblioteca com òrgan de difusió d'aquesta, s'inaugurava la «Biblioteca pública femenina». Juan Antonio Oliver, rector de la Institució, va ser l'encarregat del discurs per a l'acte de la inauguració de la biblioteca, sota el títol: Importancia capital del feminismo en la obra del progreso humano. En ell deia que aquest institut femení venia ocupant-se, des de feia trenta-nou anys, de la cultura i dels drets de les dones amb la fe i constància que exigiria aquesta causa:
«[…] mientras no se le reconozcan a aquélla [la mujer] los derechos dimanantes de su personalidad y le sean garantizados en forma legal, no puede en rigor considerársela jurídicamente como persona libre, y mientras no se le faciliten, como al hombre, los medios necesarios para desenvolver todas sus facultades, sus legítimas necesidades, así del cuerpo como del espíritu, se le coarta el cumplimiento de su fin humano. De aquí que estemos todos obligados a trabajar en la medida de nuestras fuerzas para la consecución de esta obra de justicia y de humanidad [...]». 
L'objectiu de la biblioteca era ampliar la cultura, de manera totalment gratuïta, a totes les dones residents a València, independentment que foren o no alumnes de l'escola; que pogueren acudir a la biblioteca per a ampliar estudis, resoldre dubtes o simplement pel pur plaer de la lectura. Desitjaven convertir-la en una biblioteca pública, un centre en el qual les dones pogueren reunir-se, compartir les seues aspiracions, exposar les seues idees i discutir-les i, per això, s'incloïen conferències, audicions de música i ensenyament.
Els krausistes espanyols van intentar transformar i millorar l'educació de la dona, a més reconéixer el seu paper en la societat, conscients de la imperfecció de les lleis humanes que ignoraven, quan no menyspreaven, la funció de la dona. Fins i tot van projectar una reforma del Codi Civil que reconeguera a les dones els mateixos drets que als homes, ja que en la societat se li reclamaven idèntiques responsabilitats.